# Zelimchan Abakarow
Zelimchan Abakarow (ros. Зелимхан Арсенович Абакаров; ur. 14 lipca 1993) – rosyjski, a od 2022 roku albański zapaśnik startujący w stylu wolnym. Olimpijczyk z Paryża 2024, gdzie zajął ósme miejsce w kategorii do 57 kg. Mistrz świata w 2022 i trzeci w 2023 roku. 
Wicemistrz Europy w 2023 i 2024; trzeci w 2025. Wygrał igrzyska śródziemnomorskie w 2022. Srebrny medalista igrzysk solidarności islamskiej w 2021. Pierwszy w Pucharze Świata w 2019; trzeci w 2022 i piąty w 2017. Trzeci na mistrzostwach Rosji w 2018 i 2019 roku.